# El Mirador, Zautla
El Mirador är en ort i Mexiko.   Den ligger i kommunen Zautla och delstaten Puebla, i den sydöstra delen av landet, 150 km öster om huvudstaden Mexico City. El Mirador ligger 2 623 meter över havet och antalet invånare är 117.
Terrängen runt El Mirador är lite bergig. Runt El Mirador är det ganska tätbefolkat, med 65 invånare per kvadratkilometer. Närmaste större samhälle är Zaragoza, 19,7 km öster om El Mirador. I omgivningarna runt El Mirador växer huvudsakligen savannskog.